# Резолюция Совета Безопасности ООН 1066
Резолюция Совета Безопасности Организации Объединённых Наций 1066 (код — S/RES/1066), принятая 15 июля 1996 года, сославшись на предыдущие резолюции по Хорватии, включая резолюции 779 (1992), 981 (1995), 1025 (1995) и 1038 (1996), Совет уполномочил военных наблюдателей продолжать наблюдение за демилитаризацией в районе полуострова Превлака в Хорватии до 15 января 1997 года.
Совет отметил соглашение между президентами Хорватии и Союзной Республики Югославии (Сербия и Черногория) о демилитаризации полуострова Превлака и вклад, который оно внесло в снижение напряженности в регионе. Она также подтвердила суверенитет, территориальную целостность и независимость Хорватии, а также важность взаимного признания между государствами-преемниками бывшей Югославии.
Обе страны были призваны соблюдать свои обязательства и продолжать переговоры с целью нормализации двусторонних отношений. Им было рекомендовано принять меры по снижению напряженности в соответствии с предложениями военных наблюдателей. Тем временем наблюдателей и Силы по осуществлению призвали сотрудничать друг с другом.
Совет также попросил Генерального секретаря представить к 5 января 1997 года доклад о ситуации на полуострове и о прогрессе, достигнутом Хорватией и Сербией и Черногорией в урегулировании своих разногласий.